# Nazionale maschile under 18 di pallacanestro del Kazakistan
La nazionale di pallacanestro kazaka Under-18 è una selezione giovanile della nazionale kazaka di pallacanestro, ed è rappresentata dai migliori giocatori di nazionalità kazaka di età non superiore ai 18 anni.
Partecipa a tutte le manifestazioni internazionali giovanili di pallacanestro per nazioni gestite dalla FIBA.

## Partecipazioni

### FIBA AsiaBasket Under-18
- 1995 - 10°
- 1996 - 12°
- 1998 - 6°
- 2004 - 8°
- 2006 - 5°

- 2008 -  2°
- 2010 - 11°
- 2012 - 15°
- 2014 - 8°
- 2016 - 10°

- 2018 - 13°